# Lotta Wennäkoski
Lotta Annukka Wennäkoski, född 8 februari 1970 i Helsingfors, är en finländsk tonsättare. 
Wennäkoski är elev till Eero Hämeenniemi, Kaija Saariaho, Paavo Heininen och Louis Andriessen. Hon är en lyrisk modernist vars klangligt nyanserade tonspråk, där klangfärgen stundtals stiger fram som en självständig parameter, präglas av utsökt känsla för subtila skiftningar och detaljer. Hon komponerar företrädesvis kammar- och vokalmusik; i hennes produktion märks bland annat Vaie (1995) för oboe, klarinett och cello, violinkonserten Dalaim och cellokonserten Kuule (bägge 2005), sångcykeln Naisen rakkautta ja elämää för tre damstämmor och instrumentalensemble (2003) samt orkesterverket sakara (2003). 